# ジョシュア・スミス
ジョシュア・ラトレル・スミス（Joshua LaTrell Smith, 1992年5月14日 - ）は、アメリカ合衆国出身のバスケットボール選手。
大学での経歴はUCLAで始まり、3年次の途中でジョージタウン大学に転籍した。
スミスはワシントンの高校でプレーし、センターとして高く評価された。彼はチームを州のタイトルに導き、AP通信の年間最優秀選手を含む複数の個人賞を受賞した。卒業後はUCLAに進学し、Pac-10 カンファレンスのトップ新人に選出された。UCLAでは体重の増加に苦しみ、3年次の途中でジョージタウン大学に転籍、同大で2シーズンプレーした。大学卒業後はNBAデベロップメント・リーグで2シーズンプレーし、その後フィリピンや日本など海外でプレーした。

## 生い立ち
スミスはシアトルで生まれ、ケントで成長した。5歳で身長は5-フート (1.5 m)あった。8年生のときにUCLAのコーチであったジョン・ウッデンにレポートを送り、その後UCLAのファンとなる。
彼はAAUのチーム、シアトル・ロタリーで自らの身長と体重を有利に活用することを学んだ。ケントウッド高校では1年次に身長6フィート7インチ (2.01 m)であり、毎年1.5インチ (3.8 cm)ずつ成長し、3年次の終わりには6フィート10インチ (2.08 m)となった。最上級生として彼は平均23.2ポイント、15リバウンド、4アシストを記録し、ケントウッド高校をワシントン州のクラス4Aのタイトルに導いた。彼はAP通信のプレイヤー・オブ・ザ・イヤー、マクドナルド・オール・アメリカン、ジョーダン・ブランド・クラシックに選ばれた。
彼はESPN RISEのNo.1センターに選ばれ、Rivals.comでは3位、Scout.comでは4位にランクされた。スミスは家から近いワシントン大学に進学することも考えたが、カリフォルニア大学ロサンゼルス校（UCLA）に進学する「機会を逃すわけにはいかない」と語った。

## 大学での経歴

### UCLA

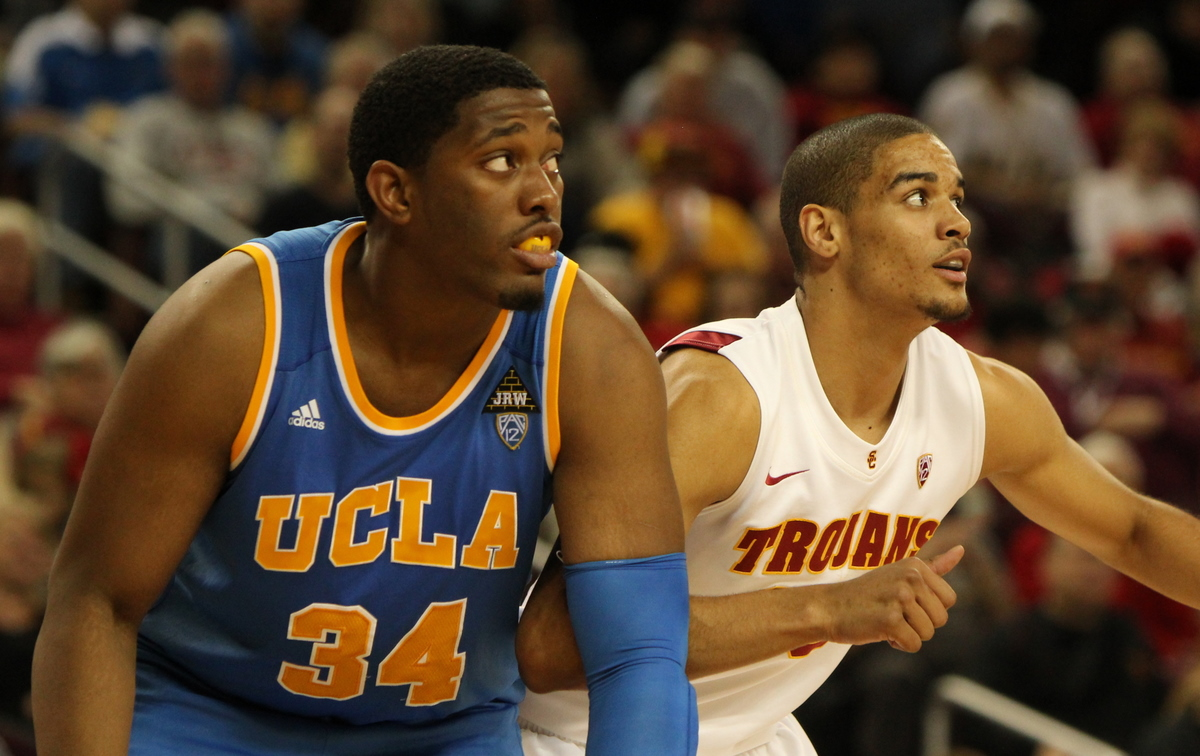
USC戦でのスミス、2012年。

UCLAでの最初の練習で、コーチのベン・ハウランドはスミスの身長とサイズに興奮を示した。「彼がブロックの上にいれば、彼を動かすことはできない。」と語っている。しかしハウランドは、スミスが夏の間に50ポンド (23 kg)を落とし305ポンド (138 kg)になっていたことで、その機動性を懸念した。スミスはUCLAに近年不足していたインサイドゲームを提供した。2010-11年シーズンには33試合に出場、そのうち15試合では先発出場し、平均21.7分で10.9得点、6.3リバウンドを記録した。彼はPac-10 カンファレンスのオールフレッシュマンチームに指名され、驚異的なポテンシャルを示した。しかしファウルトラブルに見舞われ、コンディショニングに苦しんだ。最初の15試合のうち13試合に先発出場したが、次の16試合ではファウルを避けるためにベンチスタートとなった2011年のNCAAトーナメントの第3ラウンドにUCLAが進出すると、彼はシーズン後半に圧倒的な存在感を示した。トーナメントの先発出場した2試合を含む最後の4試合で、スミスは平均27分で13得点を記録した。UCLAはフロリダ・ゲイターズに73対65で敗退した。その後、疲れきったスミスは「今日はチームを失望させてしまった」と語った。ハウランドはスミスが「あることをすれば」NBAでプロとしてプレーする将来があると考えていた。彼はスミスがコンディショニングの改善に取り組むと信じていた。
2年生になるとスミスはAll-Pac-10の候補と考えられた。しかし彼はオフシーズンにゲームを改善するための努力をせず、2011-12シーズンには体格が以前より大きくないにしても、ほぼ同じサイズであった。そのコンディションは彼の成績に影響を及ぼした。プレー時間は減少し、40分当たりのファウル数は新入生の頃は5.8だったが、7.3へと悪化した。このシーズンの成績は平均17.2分で9.9得点、4.9リバウンドにまで低下した。フィットネスレベルの低下により、彼は長時間プレーすることができなくなり、代わりに2、3分のスティントでローテーションすることとなった。スミスはPac-10トーナメントの2試合で合計わずか17分しかプレーしなかった。フィットネスと集中力の問題にもかかわらず、Pac-12（Pac-10はその時までに拡大していた）の一部のコーチは、彼をカンファレンスでトップのNBA候補とみなしていた。
3年次のシーズンに入ると規律が改善され、前シーズンの終わりから15ポンド (6.8 kg)減量した。彼の目標は1試合で25分から30分プレーすることであった。しかし2012-13シーズンの6試合後にスミスは「個人的な理由」を理由にUCLAを辞めた。UCLAではシーズンごとに成績が低下し、彼の記録は平均13.5分で5.2得点、4.2リバウンドであった。彼は2008年以来UCLAのプログラムを途中で辞めた11人目の選手となった。2012年初め、スポーツ・イラストレイテッド誌はハウランド監督率いるUCLAの規律の欠如を報じた。

### ジョージタウン大学

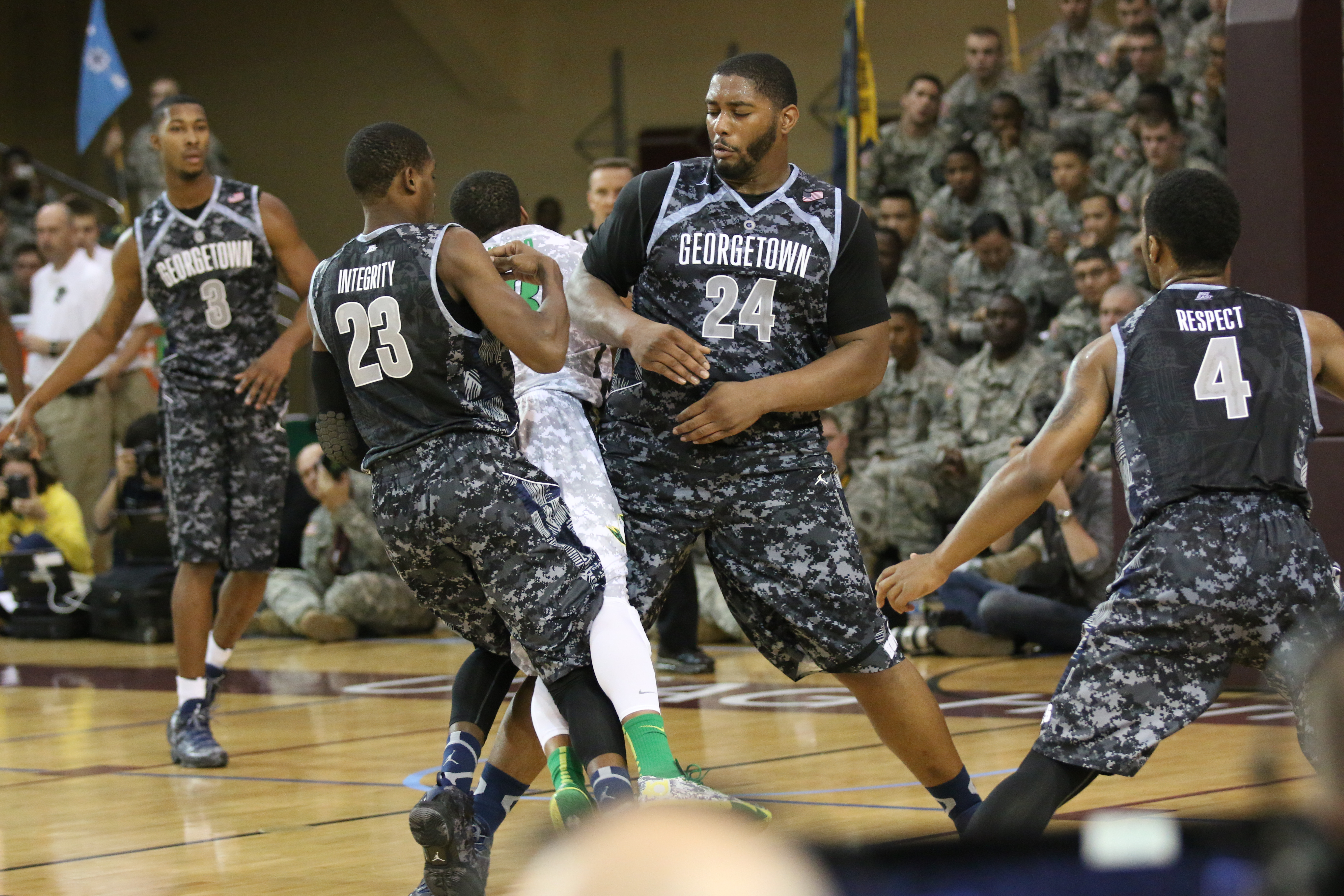
ジョージタウン大でのスミス、2013年。

スミスはジョージタウン大学に転校し、2013年1月に入学した。彼は同大のチームで練習したが、全米大学体育協会(NCAA)の転校規則によりプレーすることを許可されなかった。彼はNCAAから2013-14シーズンにプレーする資格を与えられた。体重は350ポンド (160 kg)と記載されており、コートを上り下りするのに苦労し、一度にプレーできる時間は数分に限られていた。ジョージタウンでカンファレンスゲーム2試合に出場した後、彼は学業上の資格を理由に2014年1月4日以降のシーズンの残り20試合を欠場した。最後の試合の時点で、ジョージタウン大は10勝3敗で、スミスは20分間で平均11.5得点を記録したが、リバウンドはわずか3.4本だった。彼の不在中にチームは8勝12敗となり、シーズンを18勝15敗で終えた。
スミスは2014-15シーズン前に出場資格を回復した。彼は見事に立ち直り、大学バスケットボール界のトップセンターに与えられる第1回カリーム・アブドゥル＝ジャバー賞の候補者15人の1人に選ばれた。彼はチーム2位の得点（10.8）とリバウンド（5.8）でシーズンを終え、ポーツマス招待トーナメントに招待された。

## プロ経歴

### NBA Dリーグ
2015年のNBAドラフトでドラフト外となった後、スミスは2015年のNBAサマーリーグでマイアミ・ヒートでプレーした。その後9月21日、ヒューストン・ロケッツと契約する。プレシーズンゲーム7試合に出場した後、レギュラーシーズン前の10月24日に最終カットで解雇された。
2015年11月2日、スミスはロケッツの提携選手としてNBAデベロップメント・リーグのリオグランデバレー・バイパーズに加入した。ルーキーの2015-16シーズンはバイパーズで45試合に出場し、平均8.9得点、4.7リバウンド、1.2アシストを記録した。シーズンが進むにつれてスミスの体重は増加し、出場時間は減少し、バイパーズにカットされそうになる。
2016年のオフシーズン中、スミスはラスベガス・サマーリーグに備えて新しいトレーナーとトレーニングし、体重を56ポンド (25 kg)落として327ポンド (148 kg)にした。2016年7月にミルウォーキー・バックスのサマーリーグチームに加わった。2016年10月31日、リオ・グランデ・バレー・バイパーズに再加入する。

### 海外で
2017年5月17日、スミスはフィリピン・バスケットボール・アソシエーション(PBA)のTNTカトロパと契約した。
2017年8月、京都ハンナリーズへ移籍。その後TNTに復帰した。 2018年7月、富山グラウジーズへ移籍。
B.LEAGUE最強クラスのインサイドとして富山を支えた。
2023年9月、名古屋ダイヤモンドドルフィンズに移籍。名古屋Dではリーグ戦56試合の出場で9.2得点7.3リバウンドを記録した。2024年5月27日に契約満了となった。
2024年6月21日にライジングゼファーフクオカと契約を結んだが、1シーズンプレーしたあと、2025年7月25日に双方合意の上契約解除で退団。

## 個人成績

### プロ
| 年度          | チーム                         | 所属リーグ   | GP | GS | MPG   | FG%  | 3P%  | FT%   | RPG  | APG | SPG | BPG | TO  | PPG  |
| ------------- | ------------------------------ | ------------ | -- | -- | ----- | ---- | ---- | ----- | ---- | --- | --- | --- | --- | ---- |
| 2015-16       | リオグランデバレー・バイパーズ | NBA D-League | 45 | ?  | 16.5  | .615 | .000 | .660  | 4.7  | 1.2 | .6  | .6  | ?   | 8.9  |
| 2016-17       | TNT Katropa                    | PBA          | 15 | ?  | 24.4  | .580 | .000 | .535  | 11.2 | 2.6 | .9  | 1.0 | ?   | 19.1 |
| 2017-18       | 京都ハンナリーズ               | B.LEAGUE     | 58 | ?  | 23.6  | .650 | .000 | .631  | 9.4  | 2.1 | .4  | .6  | ?   | 16.8 |
| 2018          | TNT Katropa                    | PBA          | 8  | ?  | 30.6  | .711 | .000 | .618  | 11.4 | 2.8 | 1.0 | 1.1 | ?   | 17.8 |
| B1 2018 EC    | 富山グラウジーズ               | B.LEAGUE     | 2  | 2  | 22:06 | .688 | .000 | 1.000 | 6.0  | 1.5 | 0.0 | 0.0 | 1.0 | 14.5 |
| B1 2018-19    | 富山グラウジーズ               | B.LEAGUE     | 59 | 59 | 32:07 | .647 | .000 | .665  | 10.6 | 2.8 | 1.1 | 0.6 | 1.8 | 19.7 |
| B1 2018-19 CS | 富山グラウジーズ               | B.LEAGUE     | 2  | 2  | 29:17 | .909 | .000 | .875  | 10.5 | 0.5 | 1.0 | 0.0 | 5.5 | 13.5 |
| B1 2019 EC    | 富山グラウジーズ               | B.LEAGUE     | 3  | 3  | 31:04 | .821 | .000 | .545  | 10.0 | 3.0 | 2.3 | 0.3 | 0.3 | 27.3 |
| B1 2019-20    | 富山グラウジーズ               | B.LEAGUE     | 4  | 4  | 25:16 | .809 | .000 | .714  | 8.8  | 2.3 | 0.8 | 0.3 | 2.3 | 21.5 |
| B1 2020-21    | 富山グラウジーズ               | B.LEAGUE     | 48 | 42 | 29:25 | .705 | .333 | .695  | 10.7 | 2.8 | 0.8 | 0.6 | 1.7 | 17.7 |
| B1 2020-21 CS | 富山グラウジーズ               | B.LEAGUE     | 3  | 3  | 39:02 | .694 | .000 | .636  | 15.3 | 2.0 | 0.0 | 0.7 | 2.3 | 21.3 |
| B1 2021-22    | 富山グラウジーズ               | B.LEAGUE     | 47 | 43 | 29:35 | .642 | .143 | .656  | 9.5  | 2.9 | 0.7 | 0.5 | 2.2 | 16.1 |
| B1 2022-23    | 富山グラウジーズ               | B.LEAGUE     | 46 | 39 | 26:21 | .734 | .500 | .602  | 9.5  | 2.2 | 0.9 | 0.5 | 2.2 | 17.5 |
| B1 2023-24    | 名古屋ダイヤモンドドルフィンズ | B.LEAGUE     | 56 | 6  | 18:11 | .632 | .000 | .585  | 7.3  | 1.2 | 0.5 | 0.4 | 1.3 | 9.2  |
| B1 2023-24 CS | 名古屋ダイヤモンドドルフィンズ | B.LEAGUE     | 5  | 0  | 12:32 | .810 | .000 | .444  | 3.4  | 0.4 | 0.0 | 0.0 | 0.6 | 7.6  |
| B2 2024-25    | ライジングゼファーフクオカ     | B.LEAGUE     | 48 | 40 | 23:15 | .754 | .000 | .659  | 9.3  | 1.9 | 0.7 | 0.4 | 1.3 | 16.0 |
| B2 2024-25 PO | ライジングゼファーフクオカ     | B.LEAGUE     | 4  | 0  | 20:02 | .741 | .000 | .478  | 6.5  | 0.8 | 0.5 | 0.3 | 1.5 | 12.8 |

### 大学
| シーズン | チーム     | GP  | GS | MPG  | FG%  | 3P%  | FT%  | RPG | APG | SPG | BPG | PPG  |
| -------- | ---------- | --- | -- | ---- | ---- | ---- | ---- | --- | --- | --- | --- | ---- |
| 2010-11  | UCLA       | 33  | 15 | 21.7 | .555 | ?    | .613 | 6.3 | .6  | .8  | 1.0 | 10.9 |
| 2011-12  | UCLA       | 32  | 9  | 17.2 | .574 | ?    | .590 | 4.9 | .4  | .6  | .7  | 9.9  |
| 2012-13  | UCLA       | 6   | 0  | 13.5 | .611 | ?    | .474 | 4.2 | .3  | 1.2 | .5  | 5.2  |
| 2013-14  | Georgetown | 13  | 13 | 19.9 | .655 | .000 | .635 | 3.4 | .7  | 1.0 | .6  | 11.5 |
| 2014-15  | Georgetown | 33  | 32 | 20.5 | .621 | ?    | .646 | 5.8 | 1.2 | 1.0 | .7  | 10.8 |
| Career   | Career     | 117 | 69 | 19.5 | .591 | .000 | .613 | 5.3 | .7  | .8  | .8  | 10.4 |

## 参照
1. 1 2  “Joshua Smith Biography”. UCLABruins.com. 2014年2月22日時点のオリジナルよりアーカイブ。2025年8月12日閲覧。
2. 1 2 3 4  Bolch, Ben (2011年1月8日). “UCLA's Joshua Smith has been a big man on campus since he was 5”. Los Angeles Times.  オリジナルの2014年3月4日時点におけるアーカイブ。
3. 1 2 3 4  Clarke, Liz (2013年11月6日). “Georgetown basketball preview: Josh Smith is a reclamation project with sizable upside”. The Washington Post.  オリジナルの2014年11月12日時点におけるアーカイブ。
4. ↑  “Bremerton's Flora, 3 Others Named to All-State Team”. Kitsap Sun. Associated Press. (2010年4月1日).  オリジナルの2014年2月18日時点におけるアーカイブ。
5. 1 2  “Kentwood's Joshua Smith on McDonald's All-American Game roster”. The Seattle Times. (2010年3月30日).  オリジナルの2014年2月24日時点におけるアーカイブ。
6. 1 2  Holmes, Baxter (2012年11月28日). “Joshua Smith, plagued by weight issues, quits UCLA basketball team”. Los Angeles Times.  オリジナルの2014年3月4日時点におけるアーカイブ。
7. ↑  Bolch, Ben (2010年10月15日). “UCLA Coach Ben Howland looking for big things from Joshua Smith”. Los Angeles Times.  オリジナルの2014年3月4日時点におけるアーカイブ。
8. 1 2 3 4 5  Yoon, Peter (2012年10月17日). “Joshua Smith has questions to answer”. ESPN.com.  オリジナルの2014年2月24日時点におけるアーカイブ。
9. 1 2 3  Brennan, Eammon (2012年7月11日). “UCLA's Joshua Smith starting to get it”. ESPN.com.  オリジナルの2014年2月24日時点におけるアーカイブ。
10. ↑  Yoon, Peter (2011年3月17日). “Joshua Smith starting against Michigan St.”. ESPN.com.  オリジナルの2014年2月24日時点におけるアーカイブ。
11. 1 2  Bolch, Ben (2011年11月8日). “UCLA's Joshua Smith probably will start games on the bench”. Los Angeles Times.  オリジナルの2014年3月4日時点におけるアーカイブ。
12. ↑  Plaschke, Bill (2011年3月20日). “UCLA's loss to Florida means more red eyes for men in blue, but better days are in sight”. Los Angeles Times.  オリジナルの2014年3月4日時点におけるアーカイブ。
13. ↑  Rykoff, Amanda (2011年3月19日). “UCLA's Joshua Smith Takes Loss to Heart”. ESPN.com.  オリジナルの2014年2月24日時点におけるアーカイブ。
14. 1 2  “Pac-12 Conference”. USA Today. (2012年4月3日).  オリジナルの2016年3月4日時点におけるアーカイブ。
15. ↑  Reid, Scott M. (2012年4月11日). “Top recruit Muhammad chooses UCLA”. Orange County Register.  オリジナルの2014年3月25日時点におけるアーカイブ。
16. ↑  Holmes, Baxter (2012年11月28日). “Joshua Smith calls it quits at UCLA”. Los Angeles Times.  オリジナルの2014年3月6日時点におけるアーカイブ。
17. ↑  Dohrmann, George (2012年3月5日). “Special Report: Not the UCLA Way”. Sports Illustrated.  オリジナルの2012年3月4日時点におけるアーカイブ。
18. 1 2  Johnson, Raphielle (2014年1月24日). “Georgetown's Joshua Smith to miss remainder of season for academic reasons”. collegebasketballtalk.nbcsports.com.  オリジナルの2014年2月21日時点におけるアーカイブ。
19. 1 2 3 4  Standig, Ben (2014年8月23日). “Joshua Smith's return remains a weighty matter for the Hoyas”. csnwashington.com.  オリジナルの2014年10月13日時点におけるアーカイブ。
20. ↑  Yoder, Glenn (2015年2月16日). “Georgetown's Joshua Smith, Duke's Jahlil Okafor among candidates for first Kareem Abdul-Jabbar Award”. Washington Post.  オリジナルの2015年4月2日時点におけるアーカイブ。
21. ↑  Standig, Ben (2015年4月7日). “NBA Draft: Evaluation season tips off with Portsmouth Invitational”. csnwashington.com.  オリジナルの2015年4月11日時点におけるアーカイブ。
22. ↑  Lieser, Jason (2015年7月8日). “360-pound center Joshua Smith trying to prove he has NBA talent”. Palm Beach Post.  オリジナルの2015年7月10日時点におけるアーカイブ。 2015年7月10日閲覧。
23. ↑  “Official: Rockets have signed...”. Twitter (2015年9月21日). 2015年9月26日閲覧。
24. ↑  Richardson, Tamberlyn (2015年9月17日). “Houston Rockets Sign Joshua Smith to Training Camp Contract”. SpaceCityScoop.com. 2015年9月26日閲覧。
25. ↑  Dial Creech, Jenny (2015年10月24日). “Rockets report: Smith, Kazemi cut; roster at 14”. Houston Chronicle.  オリジナルの2016年3月23日時点におけるアーカイブ。
26. ↑  Feigen, Jonathan (2015年10月23日). “Rockets have one more cut to make before deadline”. Houston Chronicle.  オリジナルの2015年10月25日時点におけるアーカイブ。
27. ↑  “RGV VIPERS ANNOUNCE 2015-16 TRAINING CAMP ROSTER”. NBA.com (2015年11月2日). 2015年11月2日閲覧。
28. ↑  “Joshua Smith D-League Stats”. Basketball-Reference.com. 2016年7月21日閲覧。
29. 1 2  Eisenberg, Jeff (2016年7月8日). “Meet the player who lost over 50 pounds in pursuit of NBA dream”. The Vertical.  オリジナルの2016年7月8日時点におけるアーカイブ。
30. ↑  “JOSHUA SMITH (#43)”. NBA.com. 2016年7月21日閲覧。
31. ↑  Chagollan, Anwar (2016年10月31日). “Vipers perform trade with Erie and finalize training camp roster”. NBA.com. 2016年12月8日閲覧。
32. ↑  Beltran, Nelson (2017年5月17日). “TnT Texters sign up 300-lb 6-foot-9 Smith”. The Philippine Star. 2018年7月7日閲覧。
33. ↑  『ジョシュア・スミス選手 選手契約基本合意のお知らせ』（プレスリリース）スポーツコミュニケーションKYOTO株式会社、2017年8月21日。
34. ↑  Ballesteros, Jan (2018年6月1日). “Joshua Smith hopes to return to finals this season and win it all for TNT”. ESPN.com. 2018年7月7日閲覧。
35. ↑  バスケット・カウント
36. ↑  Terrado, Reuben (2018年7月18日). “Joshua Smith tells TNT he's just a phone call away”. Spin.ph 2018年11月26日閲覧。
37. ↑  『Joshua Smith（ジョシュア・スミス）選手 B.LEAGUE 2023-24 SEASON契約締結のお知らせ』（プレスリリース）名古屋ダイヤモンドドルフィンズ、2023年9月18日。
38. 1 2  “B2福岡が強力ビッグマン3名の獲得を発表…帰化選手に巨漢センター、今季2桁得点の実力者も”. BASKETBALL KING. (2024年6月21日) 2024年6月22日閲覧。
39. ↑  “#34 ジョシュア・スミス 選手 契約満了ならびに自由交渉選手リスト公示のご報告”. 名古屋ダイヤモンドドルフィンズ (2024年5月27日). 2024年6月22日閲覧。
40. ↑  『ジョシュア・スミス選手契約解除のお知らせ』（プレスリリース）ライジングゼファー福岡、2025年7月25日。2025年8月12日閲覧。